# 大報壇
大報壇（だいほうだん、朝鮮語: 대보단）は、1644年に明が滅んでから60年後の1704年に、李氏朝鮮が、明の皇帝を祀るために昌徳宮に建てた祭壇である。最初は万暦帝（神宗）だけを祀っていたが、1749年に明の最初の皇帝朱元璋（太祖、洪武帝）と明の最後の皇帝崇禎帝（毅宗）も合祀した。ソウルに設けられた大報壇は、朝鮮国王自ら出向いて祭祀をおこなっていた。

## 概要
当時、朝鮮は清から冊封されていたが、精神的には「崇明反清」の意識が強く、清を「オランケ」（野蛮人）だといって侮蔑し、朝鮮こそが明が滅んだ後の中華を受け継ぐ「小中華」だとしていた。神宗は文禄・慶長の役で援軍を送って朝鮮を救ってくれた「再造之恩」があり、太祖は「朝鮮」という国の名前を決めてくれた「大造之恩」があり、毅宗は丙子の乱の時に援軍を送ってくれ恩があるとして、毎年、国王自らが祭祀を行った。祭祀は1894年まで行われ続けた。大報壇は昌徳宮の北西部にあったが、韓国併合後の1921年に、大報壇を壊して、その場所に新璿源殿（朝鮮語: 신선원전）が建てられた。
李氏朝鮮が滅亡した明の皇帝を祀った場所としては、他に万東廟や朝宗巖大統廟などがある。『中央日報』はこれらは朝鮮の変革の機会を逃し続け、慕華思想に浸って退行を繰り返した史実の証拠だと指摘している。

## 評価
ケ・スンボム（西江大学）は、著書『정지된 시간』（停止した時間）で、大報壇の祭礼は朝鮮が「近代の敷居」を越えられないようにした「意識の足鎖」だったとしている。